# 惣助
惣助（そうすけ、1603年生誕。没年月日不明。）
通称「惣助翁」（渡辺姓を名乗ったという説もある。）秋田県にかほ市象潟町（旧中塩越村）の一百姓。貧しい村の将来を憂い、田に水を引くための灌漑用水路の完成のために心血を注ぐ。
その様子は鬼気迫る有様で、「満三年不眠不休の努力と全私財を投じて開通せられたるものにして・・・」と現在の「にかほ市象潟町象潟島」にある蚶満寺の碑に記されている。

## 略歴

### 堰掘削許可が下りるまで
時は江戸時代初期、度重なる飢饉にさらされる村を救うためには荒地を開墾し、稲作の拡張をする必要があった。
しかしそこに水を運ぶための水路が必要となる。荒地開墾を望む声は幾たびもあがっていたが、水路完成の見込みがないとして掘削許可が下りたことはなかった。
村人たちの強い要望により掘削の総代として白羽の矢が立った惣助は仁賀保担当代官大平茂兵衛のもとへ掘削許可を願うべく訪れる。紆余曲折ののちようやく開墾の許可が下りるが藩の補助をあてにしないことを条件とし「万一堰完成ならぬ時は腹一文字にかき切ってお詫びする」との誓詞状を添えたことが後押しとなった。

### 第一期工事
水路は現在のにかほ市大竹の東方、白雪川に合流する衣川より取水するところより始まる。しかし掘削工事は重機もない当時の人々にとっては熾烈を極めるものであった。総代たる惣助は村人を率いて工事に着手するが予想を遥かに上回る工事の過酷さに一人、また一人と村人たちは去ってしまう。
工事が暗礁に乗り上げたことで惣助は絶望し、「腹を割るため幾度鎌を磨いたか知れぬ」と語ったそうである。
しかし惣助には唯一の理解者である妻おりんがいた。（正しくはおりえと言う）おりんは病弱な身でありながら惣助を支え続けた。
惣助とおりんには子はなかった。しかし生まれ来る子供たちのためと、村人から狂人扱いを受けても信念に揺るぎはなかった。
惣助はほぼ一人で第一期工事の最大の難所である古鼠畑（にかほ市大竹古鼠畑）に堰を通すことに成功する。そして着工より一年余りの後、工事から離れた事を大いに反省した村人たちと再び手を携え、ようやく第一期工事の終着点である赤石川合流点にたどり着く。

### 第二期工事
続く第二期工事は前川村から浜前川を経て塩越村へ通じる計画であった。
前川村、赤石村の土は砂状であり、掘りやすいが崩れやすい。また鳥海山の噴火により流れ出した岩屑流が形成するスポンジ状の地盤のため水が地下へ浸透してしまう。弱りはてた惣助であったが、ある時妻のおりんから堰底に筵を敷くようにとの助言を得る。
その後約700メートルに渡り筵を敷き詰めたところ水は筵の上を這うように伸びていったという。
これにより三年の時を経て堰は完成し百十余町歩もの田を潤した。

### 水路完成後の出来事
その後惣助の偉業を称え水路は「惣助堰」と命名された。また堰完成間近にして病死した惣助の妻おりんは堰の途中にある下居大権現に合祀され「おりん堂」と呼ばれることになる。
惣助は堰掘削のため全財産を投じ、最愛の妻をも亡くした。
失意の底におかれた惣助はある日忽然と姿を消してしまう。村人たちは総出で捜索するも足取りはつかめず、その後の惣助の消息についても今尚以って皆無である。

## 沿革
- 慶安4年、惣助堰完成につき、開田始まる。惣助失踪。
- 明暦3年、おりんの供養もあり、百万遍路盛んとなる。
- 延宝7年、堰完成16年後凶作度々となり堰の真価を発揮する。
- 文化3年、元年による大地震（象潟地震）により隆起した潟が六郷藩により開田始まる。水の必用面積が大幅に増える。
- 昭和5年、前から中田家屋敷内にあった惣助不動の社殿新築、寄付を募り建立。
- 昭和14年、象潟小学校教師、佐藤雄治郎先生のNHKラジオで惣助翁の堰堀話を14分間放送。学校では職員室窓から運動場に向かって聞かせた。
- 昭和15年、象潟農会、佐藤広治先生が主唱して惣助翁の彰徳碑を設立（蚶満寺山門前左）
- 昭和22年、毎年行われる春夏、惣助堰普請の際、下居大権現（おりん堂）を拝んでから作業に入っていた。この日は決まっておりんの涙か雨が降ると伝えられていた。
- 昭和23年、象潟町文化祭（塩越館於）で佐々木小一郎氏等の青年有志が惣助翁のドラマ劇を上演した。
- 昭和29年、お不動様（惣助神社）鳥居修理に佐々木貞助氏、中田小八氏等が世話人となり募金集めに奔走し完成している。
- 昭和30年、7/27　中田家では世話人たちと毎年、供養祭を行っていた。
- 昭和37年、前川では現地で下居大権現講が行われていた。
- 昭和48年、象潟町史、金浦町史に再三再四、惣助翁の業績が掲載されている。
- 昭和50年、衣川より古鼠畑へハンドル操作により水量調整のできる水門となる。
- 昭和53年、土地改良により赤石川轌町から移転し、居の前新堰に水量調整のできる水門が取り付けられる。
- 昭和58年、9/14秋田魁新聞に水路の偉人として称えられる。
- 昭和60年、前川新畑地域、U字コンクリートとなる。
- 昭和60年、中田家では7/27と町の大祭に惣助神社の幟旗を立てている。
- 平成5年、北部工業団地造成により東の道路沿いに三面コンクリートとなって移転される。
- 平成8年、ねむの丘道の駅造成のため鉄道沿いに移転される。
- 平成20年、前川の今野祐輔氏（市助氏）は下居大権現に毎年下旗を奉納している。
- 平成24年、小学校の副読本に惣助翁の堰堀が偉業として載っている。
- 平成25年、下居大権現（おりん堂）周辺のしも草刈等前川の今野家（市助氏）でやっている。
- 平成27年、中橋のお不動様（惣助神社）は朽ちて倒れそうになり、危険になったため中田家で解体して自宅格納して祀っている。

＊中田正晃氏（弥五郎家）では屋敷内に鎮座し奉る惣助不動尊、波除不動明王の堂宇が個人的所有物でもないため勝手になくすることもできず苦慮されている。